# Arnhemse Bovenweg
De Arnhemse Bovenweg is een weg en verkeersader tussen Zeist en Driebergen in de Nederlandse provincie Utrecht. 
De weg begint op de kruising annex rotonde in de Zeister wijk Kerckebosch, voert vervolgens naar het zuidoosten, wisselt vervolgens van naam (Arnhemsebovenweg) bij de gemeentegrens met Driebergen. Hij voert vervolgens onder een spoorbaan en Rijksweg 15. Na Driebergen voert de weg verder naar het zuidoosten en wisselt bij de gemeentegrens met Doorn opnieuw van naam: Oude Arnhemse Bovenweg.  

## Heerweg
De oude heerweg is een restant van de oude verbindingsweg van Utrecht naar Keulen. De heerweg werd na 1122 belangrijker, toen de Kromme Rijn in 1122 werd afgedamd en zodoende minder geschikt werd voor scheepvaart. Het Utrechtse bisdom viel in de Middeleeuwen onder het aartsbisdom Keulen. Het verkeer tussen deze steden ging voor een deel over de Kromme Rijn. 
Een bron uit 1566 vermeldt dat de Arnhemse Bovenweg de oorspronkelijke heerweg langs Driebergen was: … dat den Heerwech tussen Uytrecht ende Reenen boven aen den berg heenen ghaet. In diezelfde bron wordt gemeld dat de latere bisschop Frederik van Baden met zijn reisgezelschap in 1496 óók die weg had genomen, om in Utrecht de bisschopszetel te gaan bekleden.

## Bovenweg en Benedenweg
Veel kooplieden gingen vaak met hun wagens over land via deze heerweg , ook wel ‘Via Regia’ of 'koningsweg'. De aanduiding 'boven' in bovenweg is een verwijzing naar de hogere ligging van deze weg, tegen de Utrechtse Heuvelrug aan. De bovenweg liep over de Hoge Weg door Zeist en de huidige Arnhemse Bovenweg. Daarna liep de weg verder via Driebergen, Doorn, Darthuizen, de Achterweg bij Leersum langs Amerongen naar Rhenen. 
De noordelijke weg heet in Driebergen de Arnhemse Bovenweg. In natte periodes werd de bovenweg gebruikt, bij droog weer werd vaker gereisd via de benedenweg.
Benedenweg
Net als de bovenweg werd ook in de naamgeving van de benedenweg naar Arnhem verwezen: 'landstraat op Arnhem'. De zuidelijker gelegen benedenweg liep van de huidige Driebergseweg in Zeist naar de huidige Hoofdstraat in Driebergen. Langs de benedenweg werden in de negentiende eeuw meerdere buitenplaatsen aangelegd. Aan deze benedenweg stonden bijvoorbeeld hotel 'Het Wapen van Driebergen' en  hotel 'Prins van Oranje'.

## 19e en 20e eeuw
In Zeist werden de huidige Oude Arnhemseweg, de 1e en 2e Hogeweg en de Arnhemse Bovenweg in 1826 omschreven als: De Oude Arnhemsche Weg, beginnende op de hofstede De Blaauwe Schorteldoek [op de grens met De Bilt] en houdende deszelfs gewonen loop tot aan de grenzen van Driebergen. 
De Oude Arnhemsche Weg doorkruiste verschillende wijken van Driebergen en werd op 24 april 1895 in vieren gedeeld. 
Binnen Zeist bleef het gedeelte van de Oude Woudenbergse Zandweg tot de Montaubanstraat de Oude Arnhemseweg heten. In 1895 werden de wegen aangeduid als 1e en 2e Hogeweg. 
Het gedeelte van de Laan van Beek en Royen tot aan de grens van Driebergen kreeg de naam Siberiëweg. In 1920 werd deze laatste naam gewijzigd in Arnhemse Bovenweg.
Om de rijkstol aan de Hoofdstraat in Driebergen te vermijden, werd de Arnhemsebovenweg nogal eens gebruikt als sluipweg. De verharding tot puinweg werd in 1892 uit eigen zak betaald door burgemeester Van Heemstra. 
Vanwege het toegenomen verkeer werd de Arnhemse Bovenweg in de twintigste eeuw meermalen verbreed, verhard met klinkers en ten slotte geasfalteerd. 
In de jaren 1999/2000 werd de Arnhemse Bovenweg minder aantrekkelijk gemaakt voor doorgaand autoverkeer, middels verkeersremmende maatregelen.